# Radio Solar Telescope Network

Radio Solar Telescope Network este o rețea de observatoare solare întreținută și operată de Air Force Weather Agency.